# Jørgen Vibe
Jørgen Vibe (født 1896 på Bornholm, død 1968) virkede som journalist ved flere forskellige aviser og blade, men debuterede i 1916 med en lille digtsamling Vinter-vers. Senere fulgte flere digtsamlinger, et skuespil, en række børnebøger og en kriminalroman.